# Rovos Air
Rovos Air – południowoafrykańska tania linia lotnicza z siedzibą w Randpark Ridge. Została założona w 2002 roku przez Rohana Vosa, właściciela Rovos Rail. Posiada cztery samoloty, wszystkie w stylu business class.

## Flota
| Samolot              | Ilość | Pasażerów |
| -------------------- | ----- | --------- |
| Convair 440          | 2     | 24        |
| Douglas DC-3 Delaney | 1     |           |
| Douglas DC-4         | 1     | 50        |